# Lilik Sudarwati
Lilik Sudarwati (* 4. Oktober 1970) ist eine indonesische Badmintonspielerin. 

## Karriere
Lilik Sudarwati gewann 1988 bei der Junioren-Weltmeisterschaft zwei Goldmedaillen. Bei der WM der Erwachsenen wurde sie ein Jahr später Neunte im Dameneinzel ebenso wie bei der WM zwei Jahre später. 1992 und 1993 siegte sie bei den Brunei Open.

## Sportliche Erfolge
| Saison | Veranstaltung              | Disziplin   | Platz | Name                             |
| ------ | -------------------------- | ----------- | ----- | -------------------------------- |
| 1988   | Junioren-Weltmeisterschaft | Dameneinzel | 1     | Lilik Sudarwati                  |
| 1988   | Junioren-Weltmeisterschaft | Damendoppel | 1     | Susi Susanti / Lilik Sudarwati   |
| 1989   | Weltmeisterschaft          | Dameneinzel | 9     | Lilik Sudarwati                  |
| 1991   | Weltmeisterschaft          | Dameneinzel | 9     | Lilik Sudarwati                  |
| 1992   | Brunei Open                | Damendoppel | 1     | Rosalina Riseu / Lilik Sudarwati |
| 1993   | Brunei Open                | Damendoppel | 1     | Henny / Lilik Sudarwati          |